# Megalastrum microsorum
Megalastrum microsorum är en träjonväxtart som först beskrevs av William Jackson Hooker, och fick sitt nu gällande namn av Robert G. Stolze. Megalastrum microsorum ingår i släktet Megalastrum och familjen Dryopteridaceae. Inga underarter finns listade.